# 제66보병사단
제66보병사단(第六十六步兵師團, 영어: 66th Infantry Division, 상징명칭: 횃불부대)은 대한민국 육군의 동원보병사단으로 육군동원전력사령부의 예하 부대이다. 평시에는 예비군 교육훈련을 담당하며, 사단 본부는 경기도 가평군에 있다.

## 연혁
- 1977년 9월 30일, 제66훈련단 창설 (경상북도 안동)[1]
- 1982년 3월 1일, 제66동원사단 개편 (경기도 지역으로 부대 이전)
- 1987년 4월 1일, 제66보병사단 개칭
- 1992년, 비룡부대에서 횃불부대로 별칭 변경
- 2018년 4월 6일, 육군동원전력사령부 예하로 소속 변경

## 편성
- 사단본부
- 제187보병여단 "황소"
  - 여단본부
  - 제1대대
  - 제2대대
  - 제3대대
  - 군수지원대대
- 제188보병여단 "땅벌"
  - 여단본부
  - 제1대대
  - 제2대대
  - 제3대대
  - 군수지원대대
- 제189보병여단 "돌풍"
  - 여단본부
  - 제1대대
  - 제2대대
  - 제3대대
  - 군수지원대대
- 포병여단
  - 여단본부
  - 제361포병대대
  - 제362포병대대
  - 제363포병대대
  - 제935포병대대
- 사단 직할대
  - 수색대대
  - 공병대대
  - 전차대대
  - 정보통신대대
  - 화생방대대
  - 군수지원대대
  - 군사경찰대
  - 의무근무대